# Noboru Rokuda
Noboru Rokuda (六田登?, Rokuda Noboru; Yao, 23 luglio 1952) è un fumettista giapponese. Come mangaka, fece il suo debutto nel 1978 con Saigo Test, con il quale vinse il Shogakukan New Artist Award. Nel 1991 ha vinto il Premio Shogakukan per i manga con F - Motori in pista.

## Manga
- Saigo Test (最終テスト?)
- Abare Taikai (あばれ大海?)
- Gigi la trottola (ダッシュ勝平?)
- Kai no Tabidachi (カイの旅立ち?)
- Ryohei Shinjijou (僚平新事情?)
- Youki na Kamome (陽気なカモメ?)
- F - Motori in pista (エフ?)
- Twin
- Ichigo Nido Monogatari (ICHIGO 二都物語?)
- Kabocha Hakusho (かぼちゃ白書?)
- Kumatora Courage Track Story (クマトラ クレイジートラックストーリー?)
- Baron (バロン?)
- Umi ga Naku Toki (海が鳴く時?)
- Young Man (ヤングマン?)
- Kame Kitou Mantarou Ore to Monogatari (カメ 亀頭万太郎と俺物語?)
- Sky
- Jariken - Nihonkoku Kodomo Kenpou (じゃりけん―日本国子供憲法?)
- Shishi no Oukoku (獅子の王国?)
- Seisei no Utage (星々の宴?)
- Noboru Rokuda Collection (六田登短編集?)
- Yorokobi no Hibi (歓びの日々?)
- Return
- Cinema (シネマ?)
- Takako (たかこ?)
- Utamaro (歌麿?)
- Shinai Naru M he (親愛なるMへ?)
- Cura
- Senoku no Mushi (千億の蟲?)
- Comic Ban Project X Chosensha Tachi (コミック版プロジェクトX挑戦者たち?)
- Box
- Nemuri Tamasaburo (眠り玉三郎?)
- F Regeneration (F REGENERATION 瑠璃?)
- Tanomu Kara Shizuka ni Shitekure (頼むから静かにしてくれ?)
- Ganso -Juu Chikara Ansatsuken- (ガノン―十力暗殺剣―?)